# ميشيل بن سوسان
ميشيل بن سوسان (بالفرنسية: Michel Bensoussan)‏ هو لاعب كرة قدم فرنسي في مركز حراسة المرمى، ولد في 5 يناير 1954 في بو في فرنسا. شارك مع منتخب فرنسا لكرة القدم. أما مع النوادي، فقد لعب مع باريس سان جيرمان وستاد ماليرب كان ونادي باريس ونادي باو ونادي روان.

## وصلات خارجية
- ميشيل بن سوسان على موقع قاعدة بيانات كرة القدم.إي يو (الإنجليزية)
- ميشيل بن سوسان على موقع عالم كرة القدم.نت (الإنجليزية)
- ميشيل بن سوسان على موقع اللجنة الأولمبية الدولية (الإنجليزية)
- ميشيل بن سوسان على موقع أوليمبيديا (الإنجليزية)